# إينوجامي

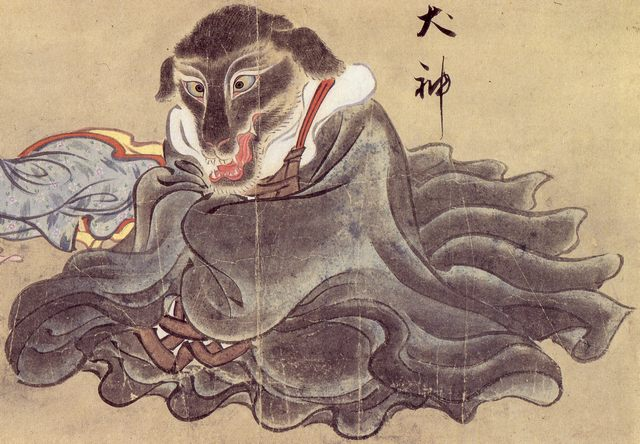
"إينوجامي" من هياكاي زوكان لسواكي سوشي

إينوغامي (犬神، وتعني "إله/روح الكلب") هو نوع من التلبس الروحي بروح كلب، ويُعرف على نطاق واسع في غرب اليابان، ويشبه في طبيعته تلبس الثعلب المعروف باسم كيتسونيتسوكي. وقد كانت معتقدات الإينوغامي راسخة حتى السنوات الأخيرة في شرق محافظة أويتا، ومحافظة شيماني، وجزء من محافظة كوتشي في شمال جزيرة شيكوكو. ويُعتقد أيضًا أن شيكوكو، التي لا توجد بها ثعالب (كيتسونه)، هي المعقل الرئيسي لمعتقد الإينوغامي.
علاوة على ذلك، توجد آثار للإيمان بالإينوغامي في محافظة ياماغوتشي، وفي جميع أنحاء جزيرة كيوشو، بل وتمتد إلى ما بعد جزر ساتسونان وصولًا إلى محافظة أوكيناوا. وفي محافظة ميازاكي، ومنطقة كوما في محافظة كوماموتو، وكذلك في جزيرة ياكوشيما، يُنطق الاسم باللهجة المحلية "إينغامي"، أما في جزيرة تانغاشيما فيُطلق عليه اسم "إيريغامي". ويمكن أيضًا كتابة الكلمة بالكانجي بهذه الصورة: 狗神.